# Asmate azrouensis
Asmate azrouensis là một loài bướm đêm trong họ Geometridae.